# Rio Buciu
O Rio Buciu é um rio da Romênia afluente do Rio Zebracu, localizado no distrito de Mureş.